# Per O. Bexelius
Per Olof Johan Bexelius, född 14 januari 1903 i Kisa församling, Östergötlands län, död 15 november 1967 i Annedals församling, Göteborg, var en svensk ingenjör. 
Bexelius, som var son till lasarettsläkare John Bexelius och Anna Frölich, avlade diplomingenjörsexamen vid tekniska högskolan i Karlsruhe 1927. Han blev ingenjör vid spårvägen i Essen 1927, var järnvägsbyggnadsingenjör i Persien 1932–1937, blev biträdande stadsingenjör i Huskvarna stad 1938, stadsingenjör i Bollnäs stad 1942 och var trafikingenjör vid stadsplanekontoret i Göteborgs stad från 1946. I Göteborg tjänstgjorde han under Adde Laurin till 1954 och därefter under Erik Sylvén. Bexelius var även assistent i trafikteknik vid Chalmers tekniska högskola från 1956 och skrev artiklar i fackpress, bland annat Teknisk Tidskrift. Han är begravd på Stampens kyrkogård i Göteborg.